# 陳嘉銳
陳嘉銳（1954年8月23日—）是日本與中国大陆、香港的圍棋棋手。廣東省出身，屬於中国围棋协会、關西棋院。九段。1986年在世界业余围棋锦标赛拿下冠軍。

## 外部連結
- 関西棋院の陳嘉鋭紹介ページ
- 日本囲碁ソフト 陳嘉鋭の囲碁教室 （页面存档备份，存于）

1. ↑  . 光明网.   [2021-12-17]. （原始内容存档于2021-12-17）.